# Klub Łyżwiarski Poznań
Klub Łyżwiarski Poznań (KŁP) – polski klub hokeja na lodzie z siedzibą w Poznaniu.

## Historia
W styczniu 1928 drużyna KŁP zdobyła mistrzostwo Poznania pokonując na ślizgawce „Przepadku” zespół AZS 4:1.
W sezonie 1928/1929 KŁP uczestniczył w okręgowych eliminacjach do mistrzostw Polski.
Z dniem 1 stycznia 1930 doszło do fuzji klubu z sekcją Warty Poznań.